# Marcjan Aksak
Marcjan (Marcin) Aksak herbu własnego – stolnik żytomierski w latach 1720–1736, skarbnik kijowski w latach 1713–1720.
Delegat i konsyliarz województwa bracławskiego w konfederacji dzikowskiej w 1734 roku.